# Szkło (potok)
Szkło (niem. Glasser  Wasser cz. Petříkovický potok, 700-390 m n.p.m.) – potok w południowo-zachodniej Polsce, w południowej części Gór Kruczych, w Sudetach Środkowych.
Potok ma źródła na wysokości 670–700 m n.p.m. Płynie przez miejscowości Uniemyśl, Okrzeszyn. Przekracza granicę na wys. 470 m n.p.m. i zmienia nazwę na Petříkovický potok, następnie płynie przez Petřikovice do ujścia do rzeki Úpa w Trutnovie na wys. 390 m n.p.m.